# Nippon Menard Cosmetic
 (novembre 2021).
Pour les articles homonymes, voir Menard.
Nippon Menard Cosmetic Co., Ltd. (日本メナード化粧品, Nippon Menâdo keshōhin) est une société japonaise de cosmétiques et de compléments alimentaires.

## Histoire
L'entreprise est fondée en 1959 à Nagoya par Daisuke Nonogawa.